# Чемпионат Украины по вольной борьбе 2000
Чемпионат Украины по вольной борьбе 2000 прошёл в июле 2000 года во Львове.

## Медалисты

### Мужчины
| Категория | Золото                            | Серебро                        | Бронза                             |
| До 54 кг  | Виталий Ярым Одесса               | Игорь Скильский Запорожье      | Витас Чумаков Киев                 |
| До 58 кг  | Муса Сайдулбаталов Днепропетровск | Александр Колесник Львов       | Александр Захарук Киев             |
| До 63 кг  | Евгений Буслович Киев             | Виктор Белокопытный Житомир    | Андрей Стадник Львов               |
| До 69 кг  | Орест Скобельский Львов           | Роман Мотрович Ивано-Франковск | Виктор Ефтени Одесса               |
| До 76 кг  | Вячеслав Голуменков Киев          | Каха Еремадзе Одесса           | Андрей Зливка Харьков              |
| До 85 кг  | Эльдар Асанов Херсон              | Алик Музаев Киев               | Юрий Карлюк Киев                   |
| До 97 кг  | Василий Тисменецкий Винница       | Сергей Прядун Донецк           | Алексей Нечипуренко Днепропетровск |
| До 130 кг | Юрий Чобитько Киев                | Роман Шелегеда Луганск         | Артём Жежель Николаев              |

### Женщины
| Категория | Золото                       | Серебро                    | Бронза                         |
| До 46 кг  | Наталья Никитенко Чернигов   | Юлия Войтович Хмельницкий  | Ольга Кравченко Одесса         |
| До 51 кг  | Инесса Ребар Запорожье       | Светлана Винтоняк Донецк   | Елена Мальцева Запорожье       |
| До 56 кг  | Татьяна Лазарева Донецк      | Ирина Каплина Запорожье    | Ольга Крыгина Запорожье        |
| До 62 кг  | Татьяна Волкова Донецк       | Наталья Коваленко Киев     | Людмила Головченко Хмельницкий |
| До 68 кг  | Наталья Боднарец Хмельницкий | Екатерина Бурмистрова Сумы | Оксана Шаликова Запорожье      |
| До 75 кг  | Валерия Златова Донецк       | Светлана Щербина Херсон    | Елена Драганова Донецк         |